# 蘇泓欽
蘇泓欽（1979年03月07日—），臺灣政治人物，新北市鶯歌區人，現任新北市議員（土城區、樹林區、三峽區、鶯歌區），無黨籍，畢業於澳洲國立昆士蘭大學電腦通訊工程研究所碩士，其父為前鶯歌鎮長及新北市議員蘇有仁，雖為無黨籍但於2024年的立委選舉支持民主進步黨籍的蘇巧慧和吳琪銘競選立委連任。

## 選舉紀錄
| 年度 | 選舉屆數             | 選舉區           | 所屬政黨 | 得票數 | 得票率 | 當選標記 | 備註  |
| ---- | -------------------- | ---------------- | -------- | ------ | ------ | -------- | ----- |
| 2018 | 第三屆新北市議員選舉 | 新北市第七選舉區 | 無黨籍   | 19,824 | 6.61%  |          | [ 6 ] |
| 2022 | 第四屆新北市議員選舉 | 新北市第八選舉區 | 無黨籍   | 18,741 | 6.94%  | [ 7 ]    |       |

## 外部連結
- 蘇泓欽的Facebook專頁（页面存档备份，存于）
- 蘇泓欽的YouTube頻道（页面存档备份，存于）